# Сааре (Тарту)
Са́аре (эст. Saare), ранее Желачек эст. Želatšek и Желачик — деревня в волости Тарту уезда Тартумаа, Эстония. 
До административной реформы местных самоуправлений Эстонии 2017 года входила в состав волости Пийриссааре.

## География и описание
Расположена на острове Пийрисар в Чудском озере.
В Сааре расположена действующая моленная староверов. К северу от деревни расположены ещё две деревни острова: Пийри и Тоони.
Официальный язык — эстонский. Почтовый индекс — 79411.

## Число жителей
По данным переписи населения 2011 года в деревне проживало 11 человек, все — русские.
По данным переписи населения 2021 года, в деревне проживали 25 человек, из них 7 (28,0 %) — эстонцы.

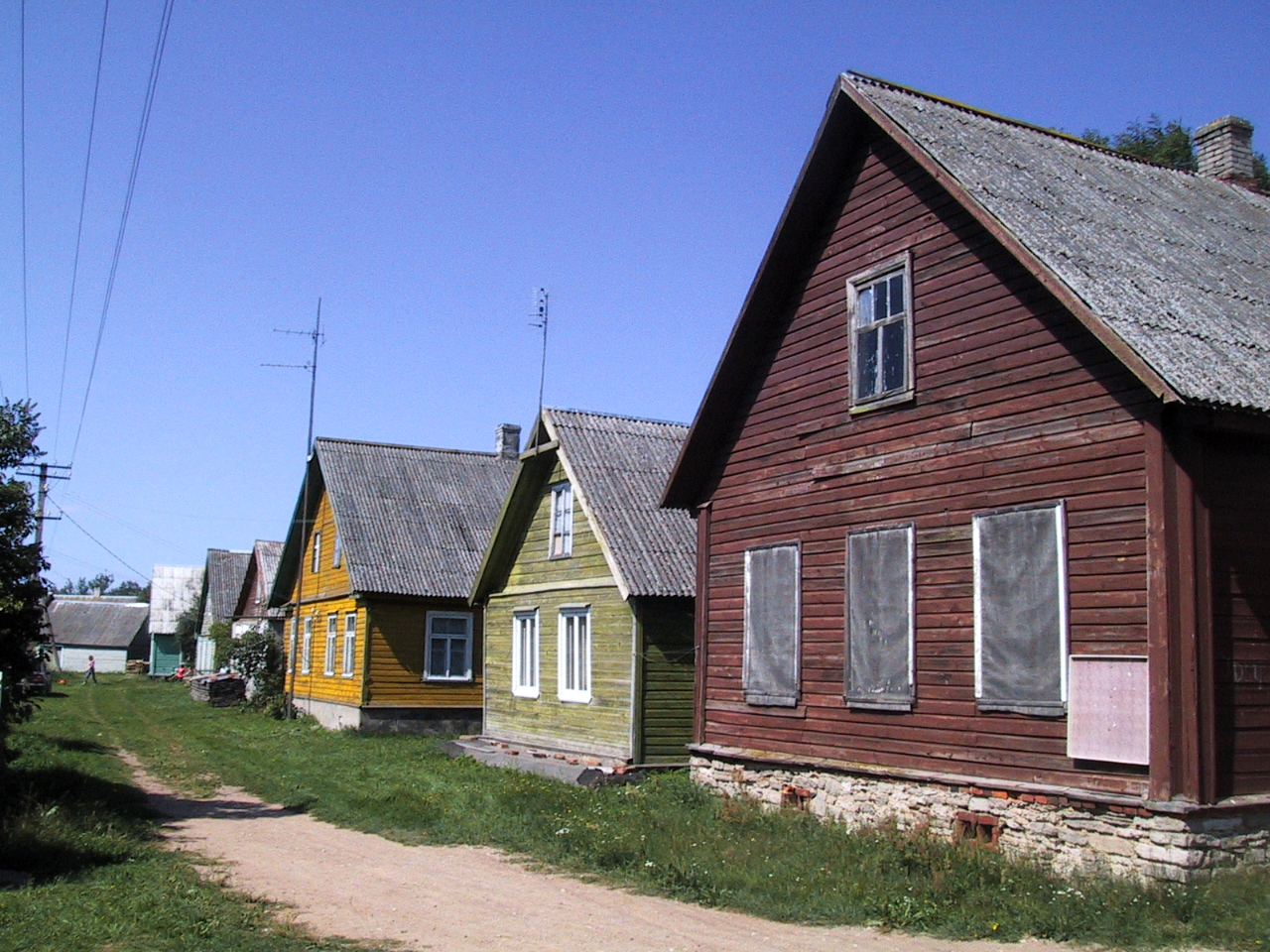
Деревня Сааре